# Distorsió cognitiva
|  | Per a altres significats, vegeu «Distorsió (desambiguació)». |

Una distorsió cognitiva, a les teràpies cognitivoconductuals com la teràpia cognitiva (TC) i la teràpia racional emotiva conductual (TREC), és una forma d'error (disfunció o inconsistència) en el processament d'informació. Les distorsions cognitives tenen un paper predominant en la psicopatologia al produir la pertorbació emocional.
La primera enumeració va ser donada per Albert Ellis i va ser ampliada per Aaron Beck, encara que anteriorment altres autors, com Karen Horney, havien identificat alguns dels fenòmens implicats en el que ara es denomina distorsions cognitives.

## Definició
Al model ABC (esdeveniment - beliefs [creences] - conseqüències conductuals o emocionals) de  Ellis, les distorsions cognitives serien les que determinen les creences maladaptatives que produirien la pertorbació. S'ha relacionat aquestes distorsions amb les fal·làcies lògiques; en tot cas, són una falla en el maneig dels processos d'informació, i per tant, es vincula a la racionalitat i a alteracions del pensament crític. Aprendre (i ensenyar) a refutar aquestes distorsions i seus pensaments negatius conseqüents, es coneix com a reestructuració cognitiva.
Aquestes percepcions i pensaments distorsionats que realitza el subjecte sobre si mateix, del món i del futur, el porten a desenvolupar estats d'ànim disfuncionals com ara fòbies, depressió, problemes d'autoestima o obsessió.
McKay el defineix com a instruments de la veu crítica, els mitjans pels quals actua, les armes que la crítica dirigeix contra l'autoestima. Les distorsions cognitives són falles del pensament que l'ésser humà utilitza constantment per interpretar la realitat de forma irreal. Estan basades en processos emocionals en comptes de racionals. Poden basar-se en creences irreals fermes, però les distorsions no són elles mateixes creences, sinó hàbits de pensar.

## Identificació i correcció
Un terapeuta cognitiu mostra al pacient que la seva percepció del món en un determinat moment és només una de les possibles formes de percebre aquest mateix món, i certament no la més enriquidora. Després, el terapeuta ajuda el pacient a desenvolupar pensaments alternatius i formes alternatives de plantejar-se davant de la situació que li resulta problemàtica en el món real. El terapeuta ajuda el pacient a aprendre a qüestionar aquests models del món del pacient i l'ajuda a descobrir solucions als seus problemes que no estaven en el seu model, i així el pacient veu que no és que «no existissin» solucions, sinó que només ell no les havia vist.
Les distorsions cognitives es presenten la major part de les vegades en forma de  pensaments automàtics  que reuneixen les següents característiques:
1. Són missatges específics i discrets.
2. Sovint semblen taquigrafiats, compostos per unes poques paraules essencials o una imatge visual breu.
3. Els pensaments automàtics, no importa el irracionals que siguin, gairebé sempre són creguts.
4. Es viuen com espontanis; s'introdueixen de cop en la ment.
5. Sovint s'expressen en termes de «hauria de…, caldria que fes…».
6. Tendeixen a dramatitzar i catastrofitzar.
7. Són relativament idiosincràtics; en les mateixes situacions poden generar diferents emocions i pensaments.
8. Són difícils de desviar.
9. Són apresos.

Emmarcat en cada marc teòric, les distorsions cognitives poden entendre's com 'pensaments disfuncionals', 'pensaments negatius automàtics'  o com 'creences irracionals'.

## Llista de distorsions cognitives
1. Pensament polaritzat o dicotòmic (tot o res) - Interpretar els esdeveniments i persones en termes absoluts, sense tenir en compte els graus intermedis, evidenciat en l'ús de termes com «sempre», «mai», «tots», quan el seu ús no està justificat pels esdeveniments pròpiament. (Vegeu Fals dilema)
2. Sobregeneralització - Prendre casos aïllats i generalitzar una conclusió vàlida per a tot. (Vegeu Generalització precipitada)
3. Abstracció selectiva o Filtre mental - Enfocar-se exclusivament en certs aspectes, usualment negatius i perturbantes, d'un esdeveniment, fet, circumstància o persona amb exclusió d'altres característiques.
4. Desqualificament del positiu - Contínuament desconsiderar experiències positives, per raons arbitràries.
5. Treure conclusions precipitades - Assumir una cosa negativa quan no hi ha suport empíric per a això (Vegeu Relació espúria). Dos subtipus han estat identificats:
  - Lectura de pensament - Pressuposar o endevinar les intencions, actituds o pensaments d'altres.
  - Endevinació - Predir o «profetitzar» el resultat d'esdeveniments abans que succeeixin
6. Projecció - projectar en l'altre pensaments, sentiments que no són acceptats com a propis perquè generen angoixa o ansietat.
7. Magnificació i minimització - Subestimar i sobreestimar la manera de ser d'esdeveniments o persones. Els subtipus identificats són:
  - Catastrofizació o Visió catastròfica - Imaginar, especular i rumiar el pitjor resultat possible, sense importar el improbable de la seva ocurrència, o pensar que la situació és insuportable o impossible de tolerar, quan en realitat és incòmoda (o molt incòmoda) o inconvenient (això es relaciona amb la baixa tolerància a la frustració, la importància psicopatològica ha estat àmpliament investigada per Albert Ellis).
  - Negació: tendència a negar problemes, debilitats o errors; és la distorsió oposada al catastrofisme.
  - Negativisme: es magnifiquen els successos o aspectes negatius, i són obviats o desvalorats els positius; és una forma d'abstracció selectiva; és característic del negativisme la realització de presagis catastrofistes.
8. Raonament emocional - Formular arguments basats en com es «sent» en lloc de la realitat objectiva (Vegeu també Argumentum ad consequentiam)
9. «Hauries de» - Concentrar-se en el que un pensa que «hauria» de ser en lloc deveure les coses com són, i tenir regles rígides que es pensa que s'haurien d'aplicar a part del context situacional (Vegeu Pensament desitjat). Les exigències s'estenen a si mateix, als altres o a la vida en general.
10. Etiquetatge - Relacionada amb la sobregeneralització, consisteix a assignar etiquetes globals a alguna cosa o algú en comptes de descriure la conducta observada objectivament. L'etiqueta assignada pel comuna és en termes absoluts, inalterables o bé amb fortes connotacions prejudicioses.
11. Personalització (psicologia) - També coneguda com a falsa atribució, consisteix a assumir que un mateix o uns altres han causat coses directament, quan molt possiblement no hagi estat el cas en realitat. Quan s'aplica a un mateix pot produir ansietat i culpa, i aplicat a altres produeix enuig exacerbat i ansietat de persecució.
12. Culpabilitat: culpabilitzar als altres dels problemes propis, o per contra culpar a si mateix dels problemes aliens (complex de màrtir).
13. Biaix confirmatori: tendència a esbiaixar la realitat, tant en percepció com en valoració, perquè encaixin amb idees preconcebudes.
14. Fal·làcies:
  - Fal·làcia de control: pressuposar que ha de tenir un control i una responsabilitat excessiva sobre el que passa al seu voltant, amb cert sentiment d'omnipotència; o per contra es pot veure com incompetent i impotent en grau extrem per manejar els propis problemes, o sentir-se externament controlada per altres o per les circumstàncies.
  - Fal·làcia de justícia: enjudiciar com injust allò no coincident amb els desitjos, necessitats, creences i expectatives personals. Consisteix en una visió de la vida amb normes i criteris estrictes on altres opinions o alternatives es descarten. Hans Kelsen deia: «La Justícia és un mer ideal irracional».
  - Fal·làcia de canvi: pressuposar que la felicitat d'un depèn exclusivament dels actes i conductes dels altres o de les circumstàncies externes; exigeix certa condicionalitat; s'espera que l'actitud de canvi vingui dels altres, en comptes de responsabilitzar-se de si mateixos.
  - Fal·làcia de raó: pressuposar ser posseïdors de la veritat absoluta obviant opinions alienes; creuen que les seves opinions i accions són les correctes i vàlides i intentessin contínuament demostrar-així mateixos o als altres amb arguments elaborats però fal·laços; no toleren equivocar-se i faran tot el possible per evitar-ho.
  - Fal·làcia de recompensa divina: s'espera que en un futur els problemes millorin per si sols sense prendre una actitud proactiva; o que serem recompensats d'alguna manera.

### Exemples de distorsions cognitives
Les següents són formes de distorsions cognitives o creences irracionals tal com han estat estudiades per Ellis i Beck (teràpies cognitivoconductuals o TCC), i posteriorment pels teòrics de la programació neurolingüística (PNL).
- Ningú no m'estima  (generalització excessiva)
- Em va malament amb les dones  (generalització)
- Sóc ximple  (etiquetatge)
- Sé que riuen de mi  (llegir el pensament, personalització)
- Jo no li agrado a ella  (llegir el pensament)
- M'anirà malament en aquest examen  (endevinar el futur)
- Sóc un imbècil inservible  (catastrofisme, generalització excessiva, etiquetatge)
- Tinc aquest problema i no l'he pogut resoldre tot i intentar-ho diverses vegades, així que no té solució  (saltar a conclusions, pensament «tot o res»)
- Res no em resultarà bé a la vida  (tremendisme, generalització excessiva, endevinar el futur)
- A algú no li agrada la meva feina, per tant, segurament a la majoria dels meus companys no els agrada la meva feina  (pensament «tot o res», llegir el pensament, generalització)
- Sento que no puc amb això, per tant, no puc  (raonament emocional, generalització)
- Ella «em fa» enutjar  (TCC: Falsa atribució / PNL: mala formació semàntica de causa-efecte: donar-li a altres el poder sobre les emocions d'un)
- Ells em baixen l'autoestima  (TCC: Falsa atribució / PNL: mala formació semàntica de causa-efecte: donar-li a altres el poder sobre l'autoestima d'un)
- «No puc ...»  (TCC: saltar a conclusions / PNL: operador modal de possibilitat)
- Això sempre ha estat així, per tant, sempre serà així  (TCC: endevinar el futur, indefensió / PNL: tancar el món)
- No puc sortir amb noies belles  (TCC: saltar a conclusions / PNL: autolimitació del món, operador modal de possibilitat  - «Vaig a assumir que no puc sortir amb noies belles» )

Naturalment, tots aquests exemples són simplificacions que no es poden extrapolar al judici sobre el pensament d'un individu sense conèixer la seva situació real i la seva personalitat. Altrament estaríem davant la paradoxa que la categorització de les distorsions cognitives és al seu torn una distorsió cognitiva.